# Exenterus canadensis
Exenterus canadensis är en stekelart som beskrevs av Léon Abel Provancher 1883. Exenterus canadensis ingår i släktet Exenterus och familjen brokparasitsteklar. Inga underarter finns listade i Catalogue of Life.